# 紀恒身
紀 恒身（き の つねみ）は、平安時代初期から前期にかけての貴族。姓は朝臣。官位は従五位下・筑前守。

## 経歴
文徳朝末の天安2年（858年）正月に従五位下に叙爵し、2月には右衛門権佐に任ぜられるが、同年11月の清和天皇の即位後間もなく紀伊権守として地方官に転じた。散位を経て、貞観5年（863年）大判事に任ぜられ京官に復すが、貞観9年（867年）筑前守に遷り再び地方官を務めている。

## 官歴
『六国史』による。
- 時期不詳：正六位上
- 天安2年（858年） 正月7日：従五位下。2月5日：右衛門権佐。11月25日：紀伊権守
- 貞観5年（863年） 2月16日：大判事
- 貞観9年（867年） 2月11日：筑前守